# Bande noire (lansquenets)
Pour les articles homonymes, voir Bande noire.
La Bande noire, Garde noire, Grande Garde ou Légion noire, est un régiment de lansquenets apparu vers 1488, recruté aux Pays-Bas, dans les terres frisonnes et de Groningue. Dans les pays allemands, les régiments de ce type étaient désignés sous le nom de Schwarzer Haufen (tas noir). Composés de mercenaires d'origines diverses, ils étaient en général dirigés par des officiers issus des pays allemands.

## Historique
Le régiment servit différents maîtres et se spécialisa dans la lutte contre les paysans libres de la côte de la mer du Nord. À partir des années 1492-1495 environ, il est dirigé par le capitaine de lansquenets allemand Thomas Slentz. En 1498, la Bande noire sert le duc Magnus Ier de Saxe-Lauenbourg et son père en campagne militaire contre l'archevêché de Brême, et l'année suivante dans le Land Wursten (de). Dans les années 1500, elle passe au service du roi danois Jean et combat sans succès la République paysanne de Dithmarse lors de la Bataille de Hemmingstedt, perdant 800  hommes dont Thomas Slentz ; sur l'effectif de 4000 hommes, 3500 sont massacrés,. On ignore ce qu'il advient de cette unité après cette défaite, si elle a été dissoute puis reformée plus tard ou si elle perduré.
La Bande noire est à nouveau mentionnée en 1514 lors de la Querelle saxonne entre Edzard Ier de Frise orientale et Georges de Saxe. Menée par Hugo von Leisenich, elle participe à une campagne en Frise orientale avec un effectif de 4 000 hommes et y sème la désolation en avril et juin, dévastant la ville de Norden.
Avec la fin de la Querelle saxonne, la Bande noire, désormais forte de 5 000 hommes, perçoit ses soldes et est congédiée. Alors que certains entrent au service de Charles Quint et que d'autres rentrent chez eux, la plupart est recrutée par Charles de Gueldre et prend part à sa campagne en Italie sous la conduite d'Asche von Cramm,, avant d'entrer au service de François Ier. Les Français l'intègrent à un contingent de lansquenet totalisant 12 000 hommes, initialement rassemblé en 1514 pour une invasion de l'Angleterre par Richard de la Pole. L'ensemble du contingent participe à la bataille de Marignan et joue un rôle décisif, se faisant un nom en tant que « Légion noire » ou « Bande noire ». Lors de la bataille de Pavie en 1525, la Bande noire est décimée par les mercenaires impériaux commandés par Frundsberg et Jakob Empser, dit Jakob von Ems.

## Autres «bandes noires» de la même période
D'autres groupes de la même époque sont appelés « Schwarzer Haufen » (ein Haufen signifiant à l'origine « un tas de », puis par métonymie « bande », « troupe » ; le mot est parfois traduit par l'ancien français « moncel »).
L'« Armée noire » de Matthias Corvin, roi de Hongrie, est dissoute à peu près au même moment où émerge la Bande noire.
L'Arumer Zwarte Hoop apparaît en Frise à peu près à la même époque en 1514-15, non loin d'une zone où la Bande Noire resta brièvement sans solde avant d'être transférée au service du duc de Gueldre. Le Zwarte Hoop, composé essentiellement de paysans, est anéanti à Gueldre en 1523.
La Compagnie noire de Florian Geyer est créée en 1525 peu après la défaite de la Bande noire près de Pavie. Elle est éliminée la même année lors des guerres paysannes.
Une autre « Bande Noire », la Bande Nere au service des Français est refondée en 1526 avec 3300 hommes pour lutter contre les troupes impériales. Elle est dissoute en 1528 après l'échec du siège de Naples. Nombre d'entre ceux qui se sont rendus intègrent les rangs des Impériaux, participant notamment au siège de Florence.